# شطانوف
شطانوف إحدى قرى مركز أشمون التابع لمحافظة المنوفية بجمهورية مصر العربية، وبها الوحدة المحلية لقرية شطانوف التي تتبعها قرى شعشاع والحلواصي وبوهة شطانوف ومنيل جويدة وكفر عون. ومن أبرز الأعلام المنتسبين لها في التاريخ العلامة الشطنوفي صاحب كتاب «بهجة الأسرار ومعدن الأنوار في مناقب الشيخ عبد القادر الجيلاني».

## التاريخ
ذكر محمد رمزي في كتابه القاموس الجغرافي للبلاد المصرية أن شطانوف من القرى القديمة التي ذكرها أميلينو في جغرافيته، وقال أن اسمها القبطي «Schentonoufi»، وأنها وردت في كتابات القبط تحت اسم «شنتوف»، وأورد ابن خرداذبه في كتابه «المسالك والممالك» أن شطنوف كورة من كور مصر، وذكر ابن حوقل في كتابه «المسالك والممالك» أن شطنوف هي رأس الطريق البري الموصّل إلى رشيد. ووصفها الإدريسي في كتابه نزهة المشتاق في اختراق الآفاق، فقال عنها: «شنطوف مدينة صغيرة متحضرة لها مزارع وخصب». وذكر ياقوت الحموي في كتابه «معجم البلدان» شطانوف، فقال: «بلد بمصر من نواحي كورة الغربية عنده يفترق النيل فرقتين».
كما ذكر رمزي أيضًا أن اسمها ورد في «قوانين ابن مماتي» وفي «تحفة الإرشاد»، كذلك ذكرها ابن الجيعان في كتابه «التحفة السنية بأسماء البلاد المصرية»، باسم «شطنوف وكفورها»، وأنها من الأعمال المنوفية. وقد رجّح رمزي أن كفورها هي منيل جويدة والحلواصي وكفر منصور وشعشاع، وقال بأن كل من تلك الكفور انفصل عن شطانوف في عصر الدولة العثمانية. ويُذكر أن نهر النيل كان يتفرّع عند شطانوف فكانت تُعد بذلك رأس دلتا النيل إلى أن اتصلت جزيرة دروة بها في منتصف القرن السادس عشر الميلادي، فأصبح النيل يتفرع عند القناطر الخيرية.

## السكان
بلغ عدد سكان شطانوف 23,095 نسمة، حسب الإحصاء الرسمي لعام 2006.